# Варданян, Арутюн Тигранович
Арутю́н Тигра́нович Варданя́н (арм. Հարություն Տիգրանի Վարդանյան; 5 декабря 1970, Ленинакан, Армянская ССР, СССР) — советский и армянский футболист. В прошлом игрок армянских, швейцарских и немецкого футбольных клубов.
Являлся сильнейшим футболистом Армении во время капитанства в сборной. Обладал бескомпромиссностью, универсализмом (мог сыграть на любой позиции в защите) и неплохой передачей. Мог одним пасом вывести игрока на ударную позицию. Также имелся недостаток в виде неуспеваемости. Не мог поспевать за быстрыми форвардами, но из-за своего опыта мог занять правильную позицию, которая перечёркивала этот недостаток на-корне.

## Клубная карьера
Арутюн Варданян родился в Ленинакане (ныне Гюмри), но начал карьеру футболиста в другом клубе и другом городе — в кироваканском «Лори». В 1989 году Варданян возвращается в Ленинакан, где выступает за местный «Ширак». Именно за этот клуб Варданян провёл больше всего сезонов и провёл больше всего матчей в истории гюмрийского клуба. В составе «Ширака» Варданян становился чемпионом страны, а также в 1997 году был признан лучшим футболистом Армении. Этот сезон стал последним в карьере игрока за родной клуб, в котором провёл 9 лет. В этом году он заключил контракт с Лозанна Спорт, за которую отыграл сезон и переехал в Кёльн, где выступал за «Фортуну». Здесь задержался на два сезона откуда вновь вернулся в Швейцарию, где начал выступать за клуб «Янг Бойз».
В 2003 году перешёл в «Серветт». В составе гранатовых Варданян стал обладателем бронзовых медалей чемпионата Швейцарии. Этот успех оказался единственным в 10-летней швейцарской карьере Варданяна. После окончания этого сезона переехал в Арау, где продолжил выступления за одноимённый клуб. В начале февраля 2005 года Варданян получил травму в контрольном матче «Арау» против «Сеула», которая оставила его вне футбола в течение полугода. В 2006 году перешёл в клуб Первой лиги Биль-Бьенн в котором и завершил свою карьеру игрока. Всего Варданян провёл 524 матча на официальном уровне и забил 68 мячей.

## Карьера в сборной
Первый матч за сборную провёл 15 мая 1994 года в выездной игре (это была вторая игра сборной Армении в её истории) против сборной Соединённых Штатов. Единственный мяч за сборную Варданян провёл в ворота сборной Албании в домашней встрече 6 сентября 1997 года. 29 августа 2005 года в составе на матч против сборных Нидерландов и Чехии, впервые после продолжительной паузы вызванной травмой, фигурировала фамилия Варданяна. Однако не сыграв ни в первом, ни во втором матчах Варданян, включённый в список игроков на следующий отборочный матч к чемпионату мира 2006 года против сборной Андорры, выразил желание не выступать за сборную. Таким образом, последний раз за сборную Варданян сыграл 17 ноября 2004 года против сборной Румынии.

## Интересные факты
В апреле 2007 года Арутюн Варданян был заключён в местах предварительного заключения швейцарской полицией по случаю, связанному со штрафами. Причины и обстоятельства данных штрафов в швейцарских СМИ не сообщались. Президент футбольного клуба «Биль-Бьенн», за который в это время выступал Варданян, Жан-Марк Хофштеттер был изумлен этим событием. В итоге оказалось, что Варданяна арестовали из-за того, что он приютил 4-х человек. Трое не имели право на въезд на территорию Швейцарии, а 4-й приехал посмотреть игру футбольного клуба «Биль-Бьенн», за который выступал Варданян. Однако, последний никоим образом не повлиял на решение правоохранительных органов. Варданяна поддержали футболисты, тренеры и руководство клуба.

## Достижения

### Командные достижения
«Ширак»
- Чемпион Армении (3): 1992, 1994, 1995
- Серебряный призёр Чемпионата Армении (3): 1993, 1995/96, 1997
- Финалист Кубка Армении (2): 1993, 1994
- Обладатель Суперкубка Армении (1): 1996

«Серветт»
- Бронзовый призёр Чемпионата Швейцарии (1): 2003/04

### Личные достижения
- Футболист года в Армении: 1997